# The Forward
The Forward е американска медийна организация за предимно еврейска аудитория.
Създадена е през 1897 г. Към 2019 г. обявява, че ще разпространява материалите си само дигитално.